# Sapois (Vosges)
Pour les articles homonymes, voir Sapois.
Sapois  (/sa.pwa/) est une commune française située en moyenne montagne dans le département des Vosges, en région Grand Est. Elle appartient à l'aire urbaine de La Bresse.
Ses habitants sont appelés les Sapoisiens  et les Sapoisiennes .

## Géographie

### Localisation
Sapois est un village de montagne situé au confluent de deux petites rivières, le Bouchot et le Menaurupt, entre Vagney et Gérardmer.

### Géologie et relief
La commune se compose de trois hameaux distincts : Sapois-centre, Menaurupt et le Haut du Tôt, où se dresse la plus haute église des Vosges (827 m), et pas moins de 209 lieux-dits. Le col de Sapois permet de rejoindre Gérardmer.
Le village se situe à 423 m et son point culminant se situe sur sa crête nord au Faing des Meules (1 006 m). Sur cette même ligne sommitale se trouve un peu plus bas le célèbre hameau du Haut du Tôt.
C'est une des 201 communes réparties sur quatre départements : les Vosges, le Haut-Rhin, le Territoire de Belfort et la Haute-Saône du parc naturel régional des Ballons des Vosges.
| Le Tholy |           | Gérardmer |
| Vagney   | Sapois    |           |
|          | Gerbamont | Rochesson |

#### Hydrographie et les eaux souterraines
Hydrogéologie et climatologie : Système d’information pour la gestion des eaux souterraines du bassin Rhin-Meuse :
Territoire communal : Occupation du sol (Corinne Land Cover); Cours d'eau (BD Carthage),
Géologie : Carte géologique; Coupes géologiques et techniques,
 Hydrogéologie : Masses d'eau souterraine; BD Lisa; Cartes piézométriques.

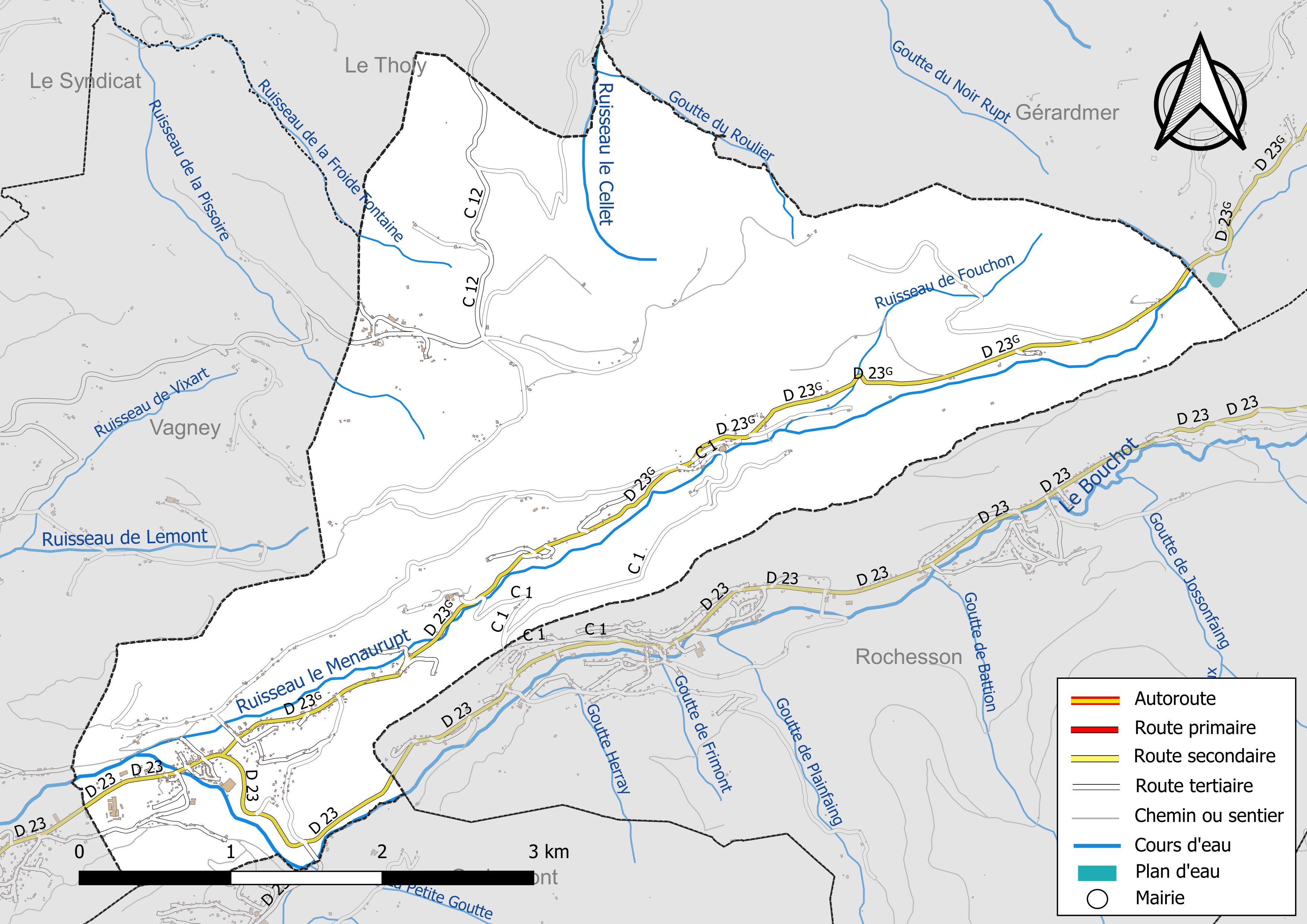
Réseaux hydrographique et routier de Sapois.

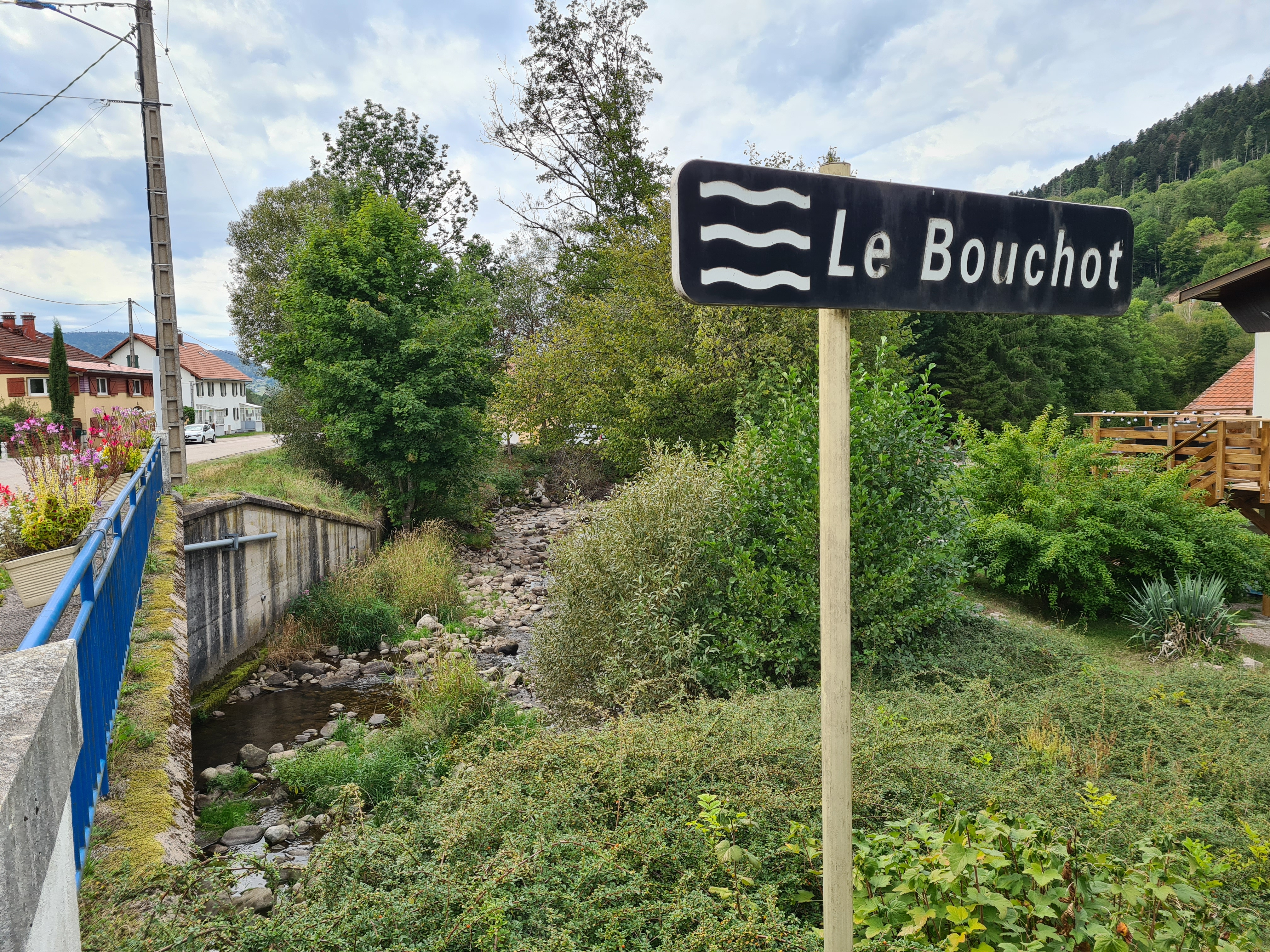
Le Bouchot à Sapois, en période de sécheresse.

La commune est située dans le bassin versant du Rhin au sein du bassin Rhin-Meuse. Elle est drainée par le Bouchot, le ruisseau le Cellet, le ruisseau le Menaurupt, la goutte du Roulier, le ruisseau de Fouchon, le ruisseau de la Froide Fontaine et le ruisseau de la Pissoire,.
Le Bouchot, d'une longueur totale de 18,1 km, prend sa source dans la commune de Gérardmer et se jette  dans la Moselotte au Syndicat, après avoir traversé six communes.
La qualité des cours d’eau peut être consultée sur un site dédié géré par les agences de l’eau et l’Agence française pour la biodiversité.

### Climat
Pour des articles plus généraux, voir Climat du Grand Est et Climat des Vosges.
En 2010, le climat de la commune est de type climat de montagne, selon une étude du Centre national de la recherche scientifique s'appuyant sur une série de données couvrant la période 1971-2000. En 2020, Météo-France publie une typologie des climats de la France métropolitaine dans laquelle la commune est exposée à un climat semi-continental et est dans la région climatique  Vosges, caractérisée par une pluviométrie très élevée (1 500 à 2 000 mm/an) en toutes saisons et un hiver rude (moins de 1 °C). 
Pour la période 1971-2000, la température annuelle moyenne est de 9,3 °C, avec une amplitude thermique annuelle de 16,8 °C. Le cumul annuel moyen de précipitations est de 1 638 mm, avec 13,9 jours de précipitations en janvier et 11 jours en juillet. Pour la période 1991-2020, la température moyenne annuelle observée sur la station météorologique de Météo-France la plus proche, « Vagney », sur la commune de Vagney à 3 km à vol d'oiseau, est de 8,8 °C et le cumul annuel moyen de précipitations est de 1 472,7 mm. 
La température maximale relevée sur cette station est de 34,5 °C, atteinte le 25 juillet 2019 ; la température minimale est de −19,4 °C, atteinte le 20 décembre 2009,,. 
Les paramètres climatiques de la commune ont été estimés pour le milieu du siècle (2041-2070) selon différents scénarios d'émission de gaz à effet de serre à partir des nouvelles projections climatiques de référence DRIAS-2020. Ils sont consultables sur un site dédié publié par Météo-France en novembre 2022.

## Urbanisme

### Typologie
Au 1er janvier 2024, Sapois est catégorisée commune rurale à habitat dispersé, selon la nouvelle grille communale de densité à sept niveaux définie par l'Insee en 2022.
Elle appartient à l'unité urbaine de Vagney, une agglomération intra-départementale regroupant dix  communes, dont elle est une commune de la banlieue,,. La commune est en outre hors attraction des villes,.

### Occupation des sols
Commune couverte par le Règlement national d'urbanisme.
L'occupation des sols de la commune, telle qu'elle ressort de la base de données européenne d’occupation biophysique des sols Corine Land Cover (CLC), est marquée par l'importance des forêts et milieux semi-naturels (70,2 % en 2018), une proportion sensiblement équivalente à celle de 1990 (69,8 %). La répartition détaillée en 2018 est la suivante : 
forêts (68,7 %), prairies (26,3 %), zones urbanisées (1,9 %), milieux à végétation arbustive et/ou herbacée (1,6 %), zones agricoles hétérogènes (1,5 %). L'évolution de l’occupation des sols de la commune et de ses infrastructures peut être observée sur les différentes représentations cartographiques du territoire : la carte de Cassini (XVIIIe siècle), la carte d'état-major (1820-1866) et les cartes ou photos aériennes de l'IGN pour la période actuelle (1950 à aujourd'hui).

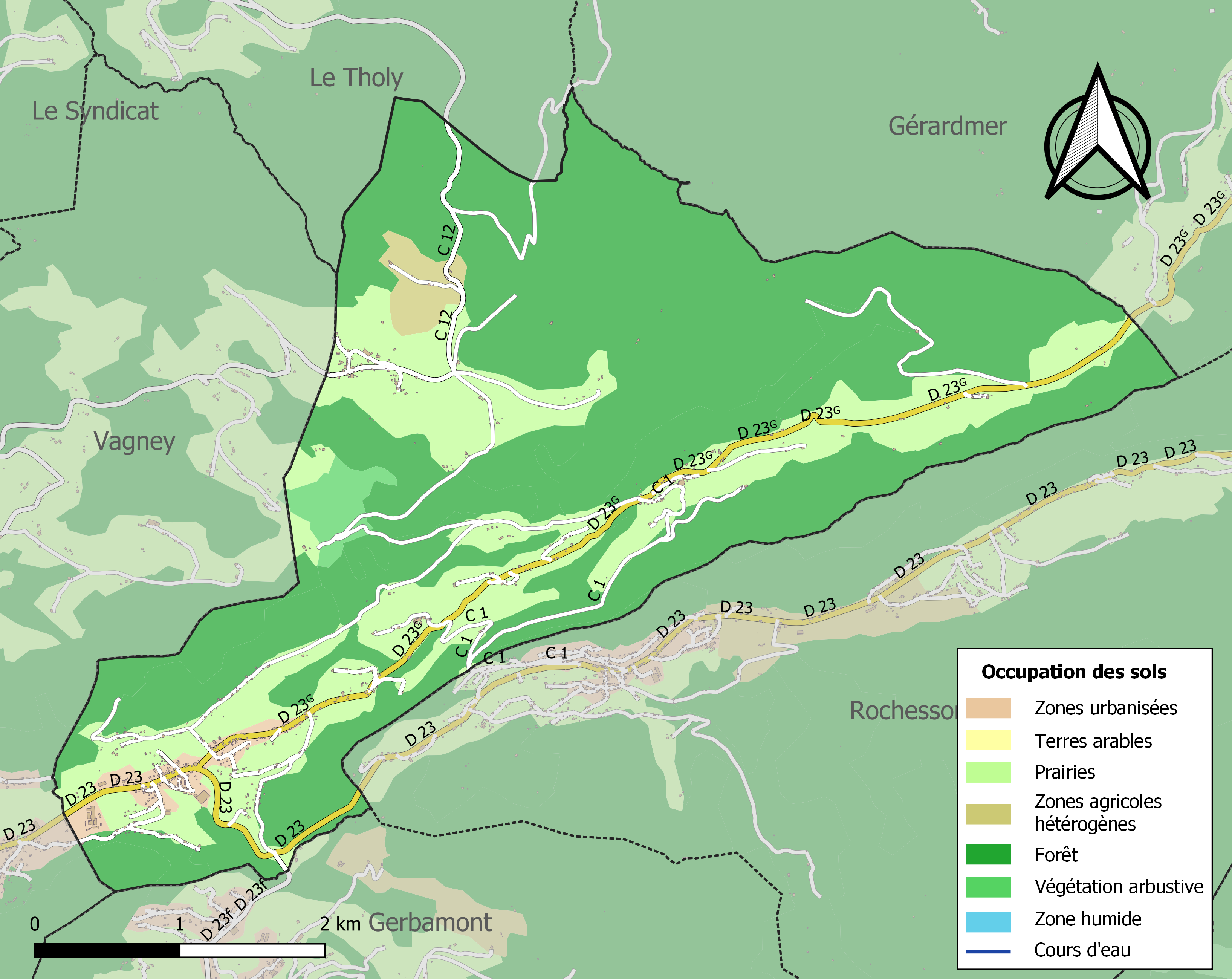
Carte des infrastructures et de l'occupation des sols de la commune en 2018 (CLC).

### Voies de communications et transports

#### Voies routières

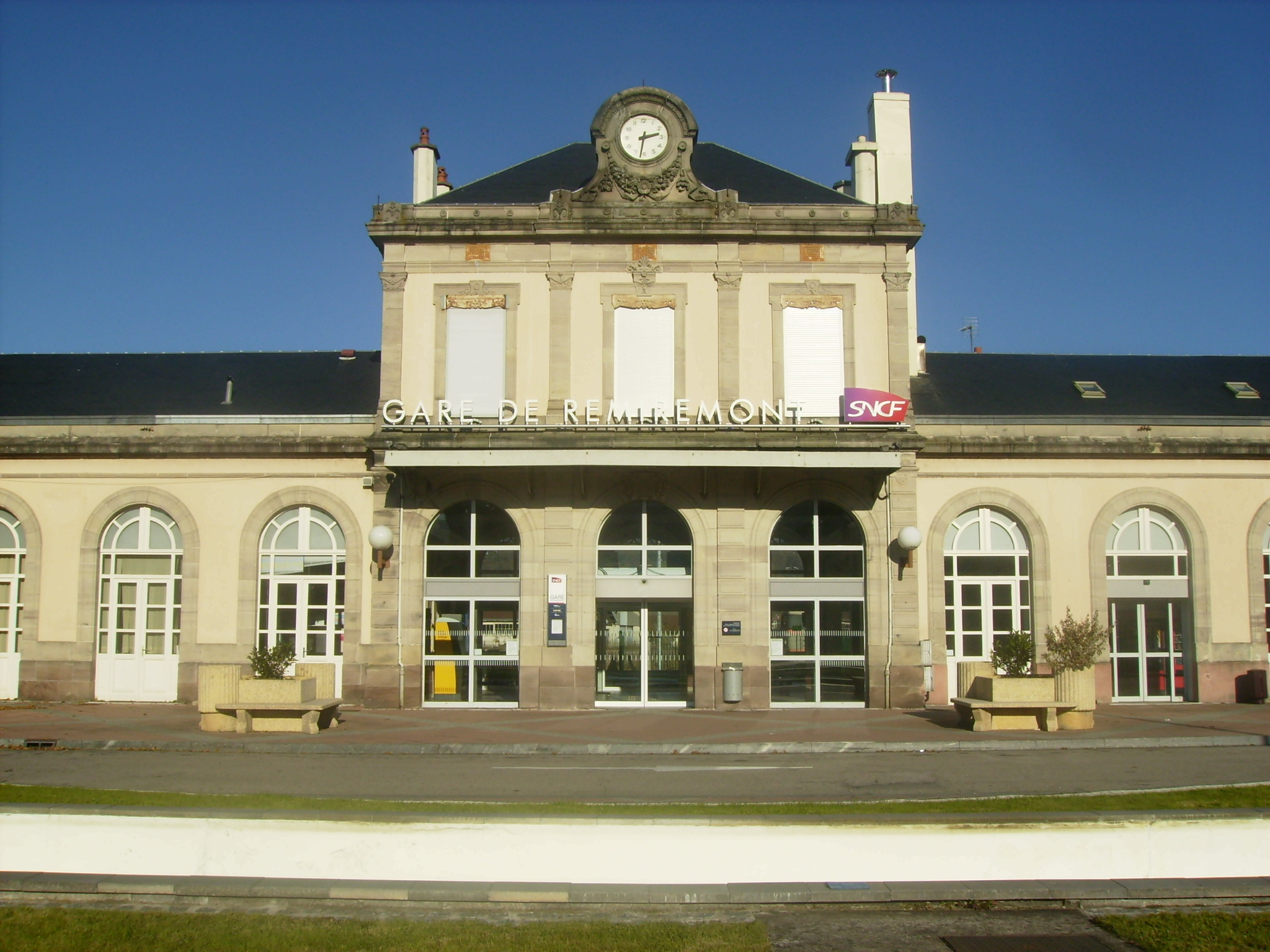
Gare de Remiremont.

- D 23g vers Rochesson[19].
- D 23f vers Gerbamont.
- D 243 vers Vagney > Le Syndicat.

#### Transports en commun
- Fluo Grand Est.

#### SNCF
- Gare routière de Remiremont[20].

#### Transports aériens
- Aéroport de Colmar - Houssen[21].

### Risques naturels et technologiques
Commune située dans une zone 3 de sismicité modérée.

## Toponymie
Le nom de la localité est attesté sous les formes Sappoy (XIVe siècle) ; Saipoy (XIVe siècle) ; Sapoy (1425) ; Sapoix (1434) ; Sappois (1569) ; Sapois (1594) ; Sappois (1711) ; Sappoys (XVIIe siècle).

Le toponyme Sapois désigne une plantation de saps « sapins », terme issu du gaulois sappo-. Sap est une forme dialectale de sapin et il est suivi du suffixe collectif -etum (autrement -ETU) qui sert à qualifier notamment un ensemble de végétaux appartenant à la même espèce. Il a en général évolué en -ei (-ey, -ay) à l'ouest et -oi (-oy) au nord et à l'est. Sa forme féminine a donné le suffixe français -aie (chênaie, hêtraie, etc.). Sapois est donc une sapaie « le lieu où poussent les sapins » (cf. La Sapaie à Saint-Symphorien-des-Bruyères, Orne), mot remplacé en français par sapinière.

## Histoire

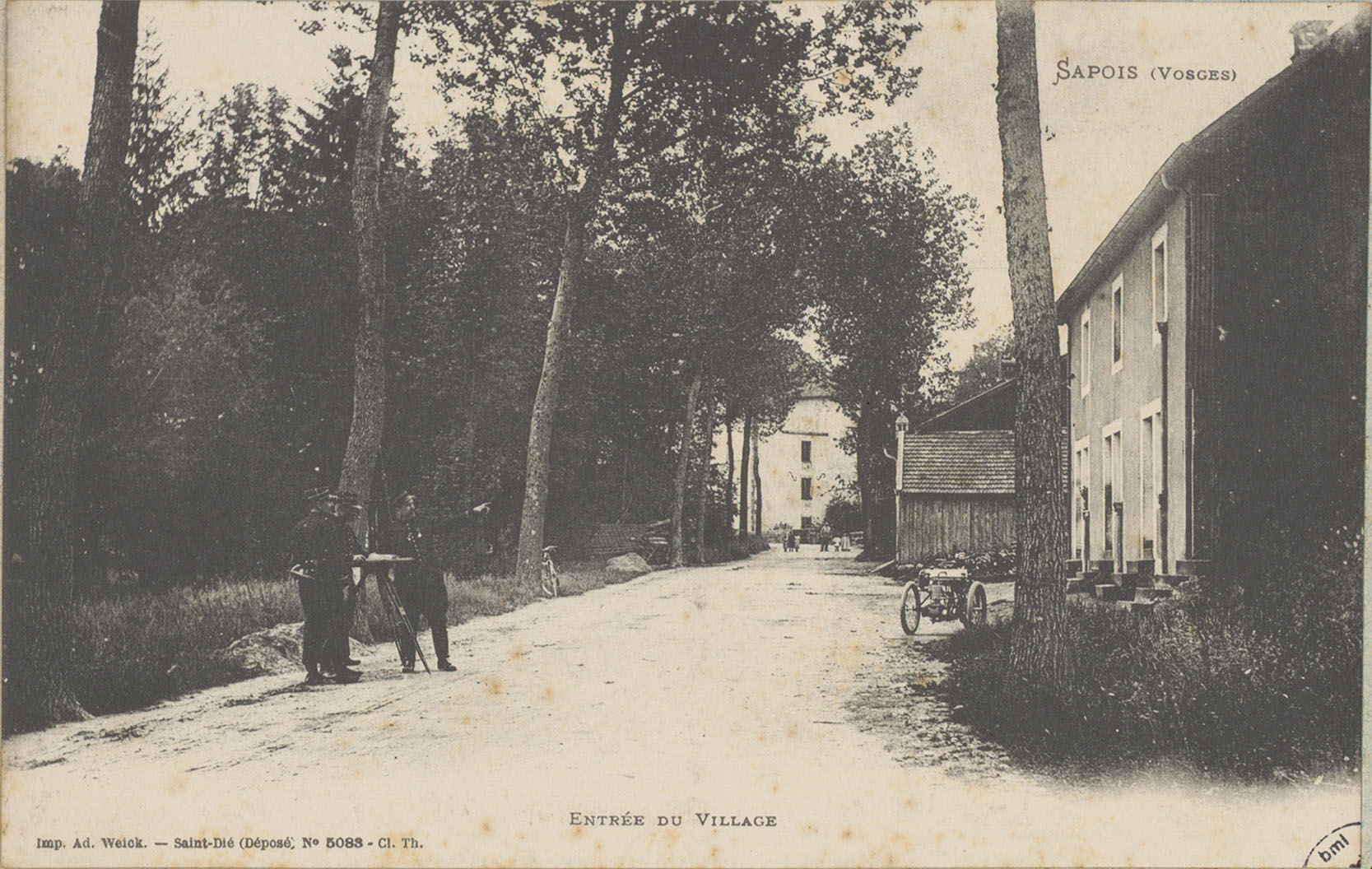
Entrée du village
(carte postale ancienne Adolphe Weick).

Le village de Sapois, divisé en deux parties, le Haut et le Bas-Sapois, était compris dans le grand ban de Vagney qui dépendait du duc de Lorraine et la grande prévôté du chapitre des chanoinesses de Remiremont jusqu’en 1751. Sapois fit ensuite partie du bailliage de Remiremont et en 1790 du district de Remiremont, canton de Vagney.
La mairie et l’école de Sapois ont été construites en 1840 ; l’école de Ménaurupt en 1861, et l’école du Haut-du-Tôt en 1867.
Sur le plan religieux, Sapois dépendait de la paroisse de Vagney. L’église est située au Haut-du-Tôt, hameau de la commune de Sapois. Elle a été construite en 1832.
L'église du Haut-du-Tôt a été restaurée en septembre 2019 grâce à la mobilisation populaire et de nombreux dons avec le soutien de la Fondation du patrimoine. Un office religieux, présidé par Monseigneur Berthet, a été organisé pour l’occasion.

## Politique et administration

### Découpage territorial
La commune est membre de la communauté de communes des Hautes Vosges.
Par arrêté préfectoral du 15 septembre 2023, la commune est retirée le 1er janvier 2024 de l'arrondissement de Saint-Dié-des-Vosges et rattachée à l'arrondissement d'Épinal.

### Élections municipales et communautaires

#### Liste des maires
| Période                                  | Période    | Identité                    | Étiquette | Qualité                                              |
| ---------------------------------------- | ---------- | --------------------------- | --------- | ---------------------------------------------------- |
| Les données manquantes sont à compléter. |            |                             |           |                                                      |
| 1977                                     | mars 1983  | Marcel Claude               |           |                                                      |
| mars 1983                                | avril 2014 | Bernard Richard (1943-2023) |           | Facteur                                              |
| avril 2014                               | avril 2014 | Pascal Claude               |           | Fonctionnaire, démissionnaire peu après son élection |
| avril 2014                               | En cours   | Dominique Leroy             |           |                                                      |

### Finances locales

#### Budget et fiscalité 2022

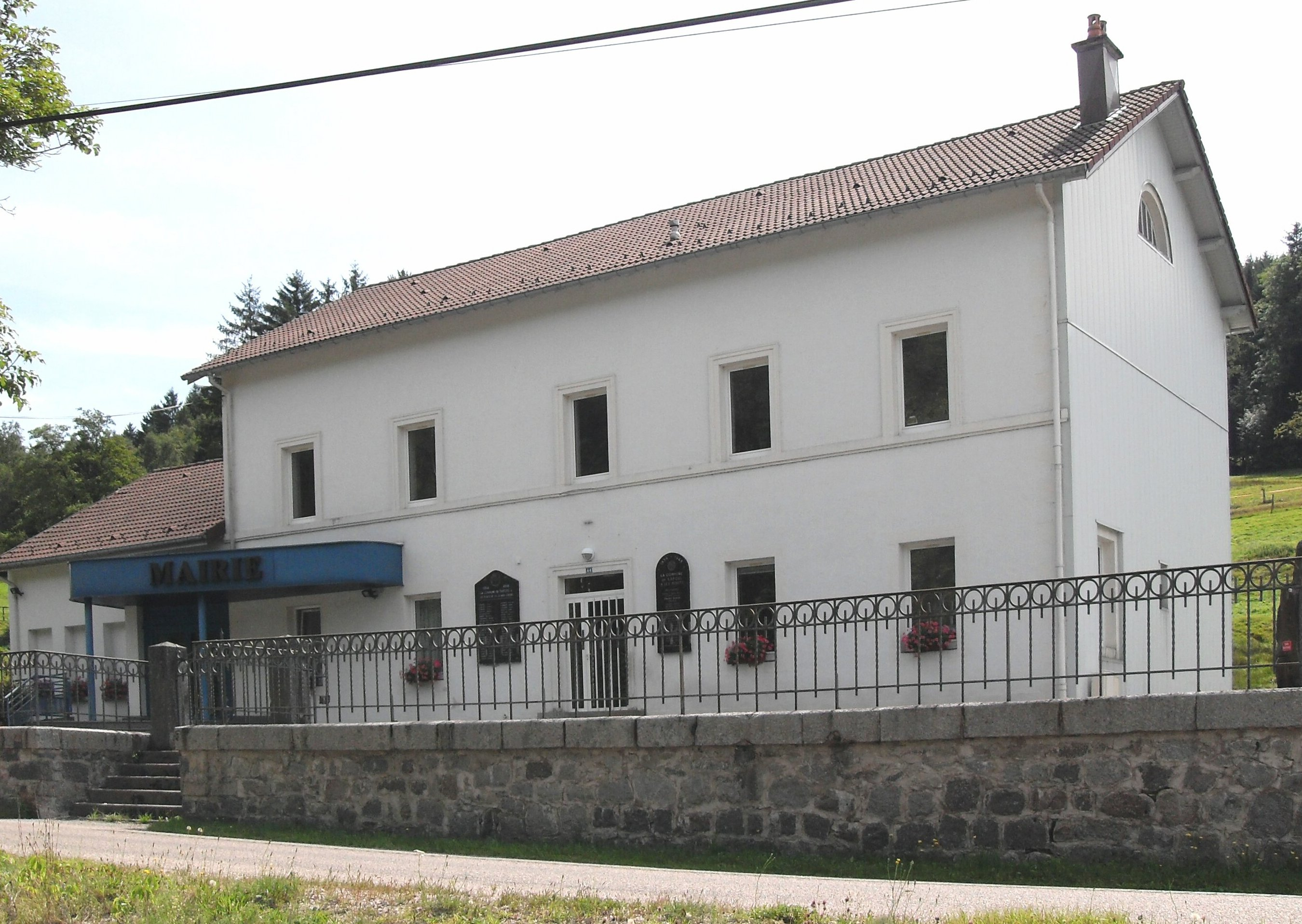
Mairie.

En 2022, le budget de la commune était constitué ainsi :
- total des produits de fonctionnement : 967 000 €, soit 1 502 € par habitant ;
- total des charges de fonctionnement : 770 000 €, soit 1 196 € par habitant ;
- total des ressources d’investissement : 590 000 €, soit 916 € par habitant ;
- total des emplois d’investissement : 601 000 €, soit 933 € par habitant.
- endettement : 300 000 €, soit 466 € par habitant.

Avec les taux de fiscalité suivants :
- taxe d’habitation : 18,78 % ;
- taxe foncière sur les propriétés bâties : 36,28 % ;
- taxe foncière sur les propriétés non bâties : 23,05 % ;
- taxe additionnelle à la taxe foncière sur les propriétés non bâties :0,0 % ;
- cotisation foncière des entreprises : 0,00 %.

Chiffres clés Revenus et pauvreté des ménages en 2021 : médiane en 2021 du revenu disponible, par unité de consommation : 21 760 €.

## Équipements et services publics

### Enseignement
Établissements d'enseignements :
- École maternelle et primaire,
- Collèges à Vagney, Le Tholy, La Bresse, Gérardmer, Cornimont,
- Lycées à Gérardmer, Remiremont.

### Santé
Professionnels et établissements de santé :
- Médecins à Vagney, Saint-Amé, Le Tholy, Saulxures-sur-Moselotte, Dommartin-lès-Remiremont, Cornimont,
- Pharmacies à Vagney, Saint-Amé, Le Tholy, Saulxures-sur-Moselotte, Cornimont,
- Hôpitaux à Cornimont, Gérardmer,
- Centre hospitalier de Remiremont.

## Population et société

### Démographie

#### Évolution démographique
L'évolution du nombre d'habitants est connue à travers les recensements de la population effectués dans la commune depuis 1793. Pour les communes de moins de 10 000 habitants, une enquête de recensement portant sur toute la population est réalisée tous les cinq ans, les populations de référence des années intermédiaires étant quant à elles estimées par interpolation ou extrapolation. Pour la commune, le premier recensement exhaustif entrant dans le cadre du nouveau dispositif a été réalisé en 2005.

En 2022, la commune comptait 629 habitants, en évolution de −2,18 % par rapport à 2016 (Vosges : −2,96 %, France hors Mayotte : +2,11 %).
| 1793 | 1800 | 1806 | 1821 | 1831 | 1836 | 1841  | 1846 | 1856 |
| ---- | ---- | ---- | ---- | ---- | ---- | ----- | ---- | ---- |
| 804  | 749  | 874  | 863  | 832  | 946  | 1 010 | 948  | 854  |

| 1861 | 1866 | 1876 | 1881 | 1886 | 1891 | 1896 | 1901 | 1906 |
| ---- | ---- | ---- | ---- | ---- | ---- | ---- | ---- | ---- |
| 944  | 930  | 881  | 943  | 863  | 861  | 794  | 765  | 773  |

| 1911 | 1921 | 1926 | 1931 | 1936 | 1946 | 1954 | 1962 | 1968 |
| ---- | ---- | ---- | ---- | ---- | ---- | ---- | ---- | ---- |
| 698  | 693  | 670  | 736  | 678  | 572  | 644  | 588  | 552  |

| 1975 | 1982 | 1990 | 1999 | 2005 | 2006 | 2010 | 2015 | 2020 |
| ---- | ---- | ---- | ---- | ---- | ---- | ---- | ---- | ---- |
| 616  | 664  | 664  | 624  | 659  | 665  | 648  | 649  | 633  |

| 2022 | - | - | - | - | - | - | - | - |
| ---- | - | - | - | - | - | - | - | - |
| 629  | - | - | - | - | - | - | - | - |

### Manifestations culturelles et festivités
- La fête du schlittage le premier dimanche d'août[36].
- La fête des plantes le deuxième dimanche d'août au Haut-du-Tôt.
- Une fête forestière avec les « Gueules de bois »[37].

### Cultes
- Culte catholique. L’église de Sapois, dans les Vosges, est rattachée à la paroisse Ban-de-Vagney[38], Diocèse de Saint-Dié.

## Économie

### Entreprises et commerces

#### Agriculture
- Les Jardins de Bernadette constituent le centre de gravité des Sentiers de la photo[39].
- Élevage de vaches laitières.
- Élevage de volailles.
- Exploitation forestière.
- Sylviculture et autres activités forestières

#### Tourisme
- Le Chalet Odcvl du Haut du Tôt[40].
- Hébergements et restauration à Vagney, Le Syndicat, Cornimont.

#### Commerces
- Commerces et services de proximité à Vagney, Cornimont, Remiremon.
- Sciage et rabotage du bois, hors imprégnation.
- Anciennes scieries hydrauliques à cadre[41].

## Culture locale et patrimoine

### Lieux et monuments

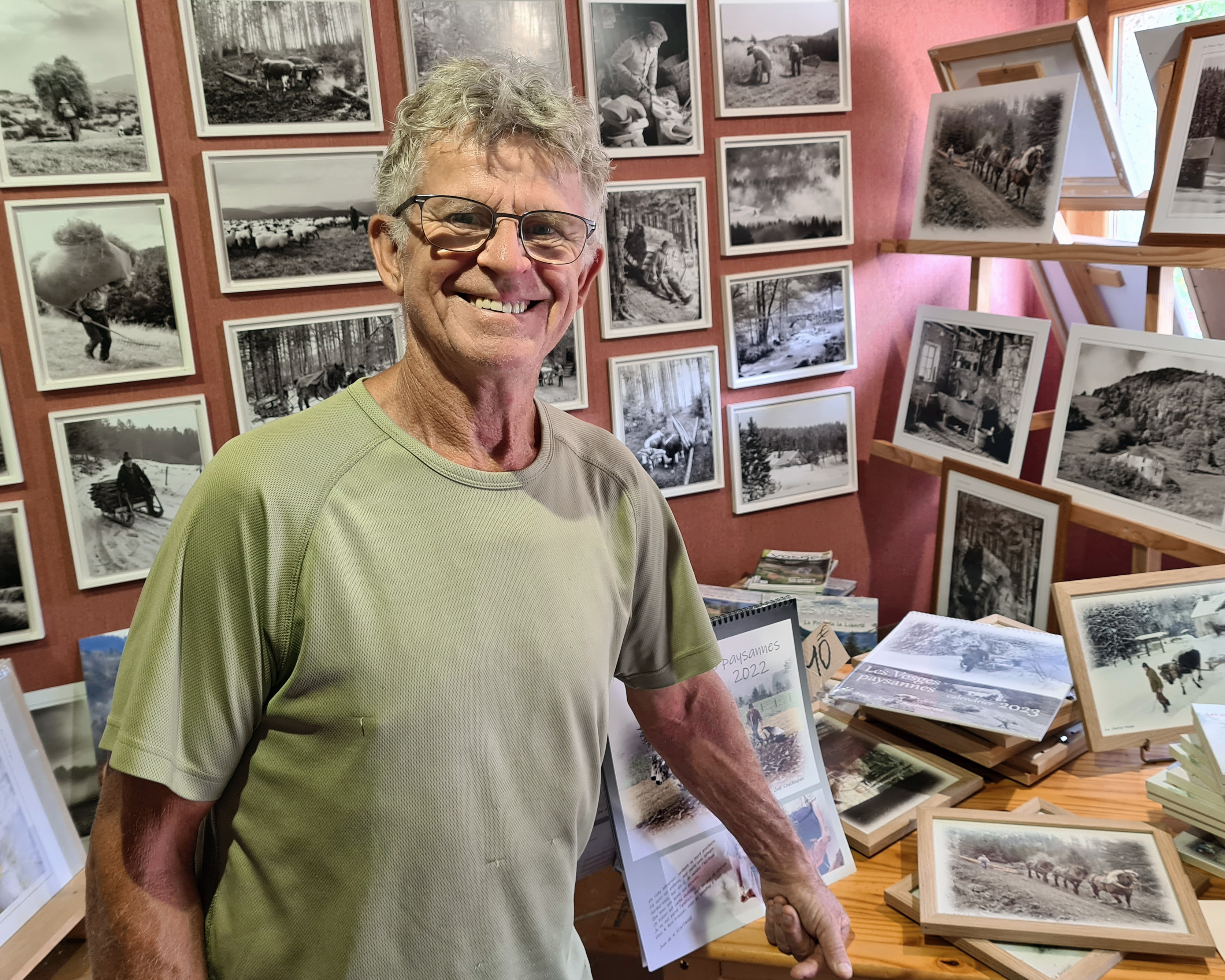
Joël Couchouron au milieu de ses œuvres (juillet 2022).

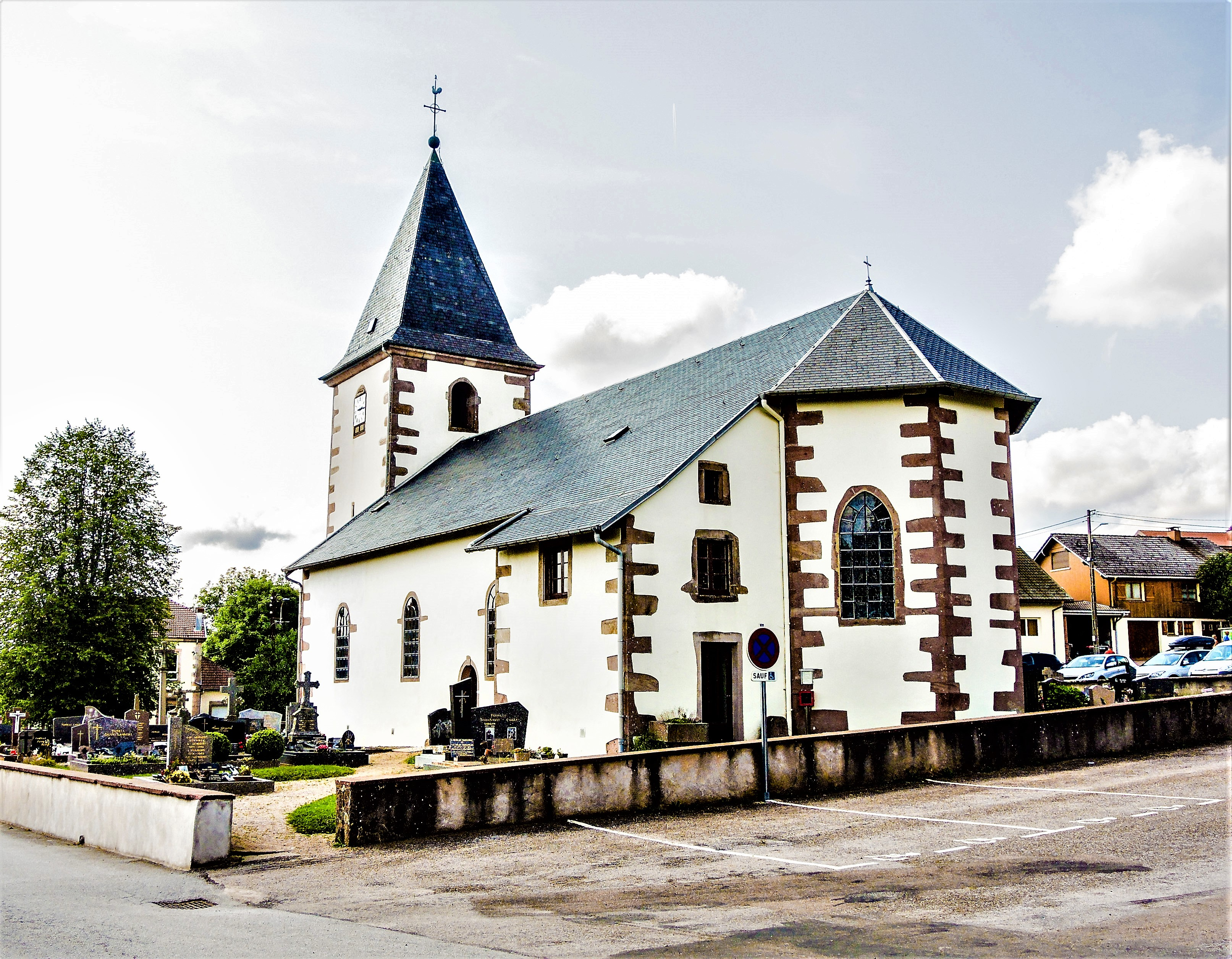
L'église du Haut-du-Tôt.
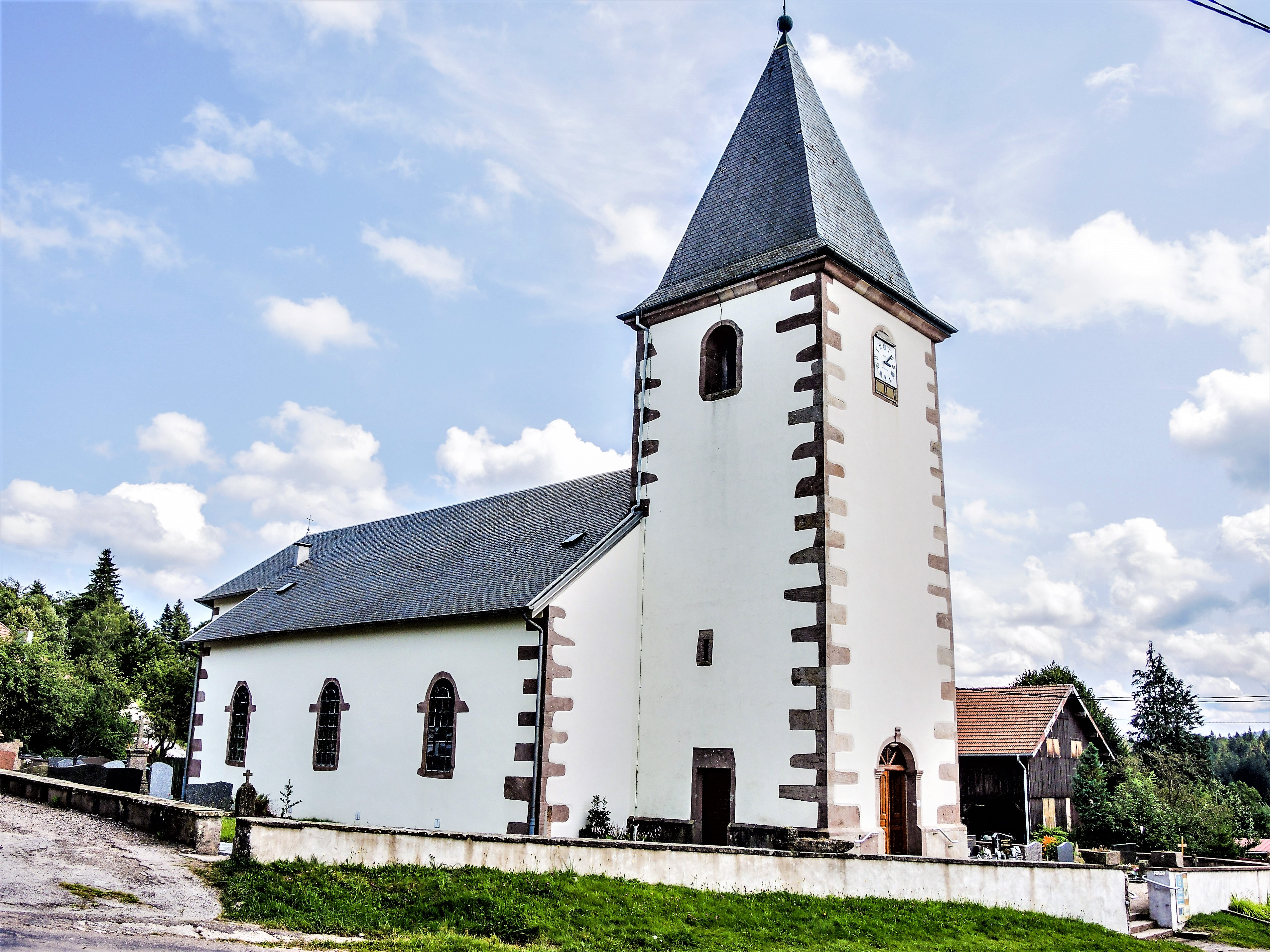
Église du Haut-du-Tôt.
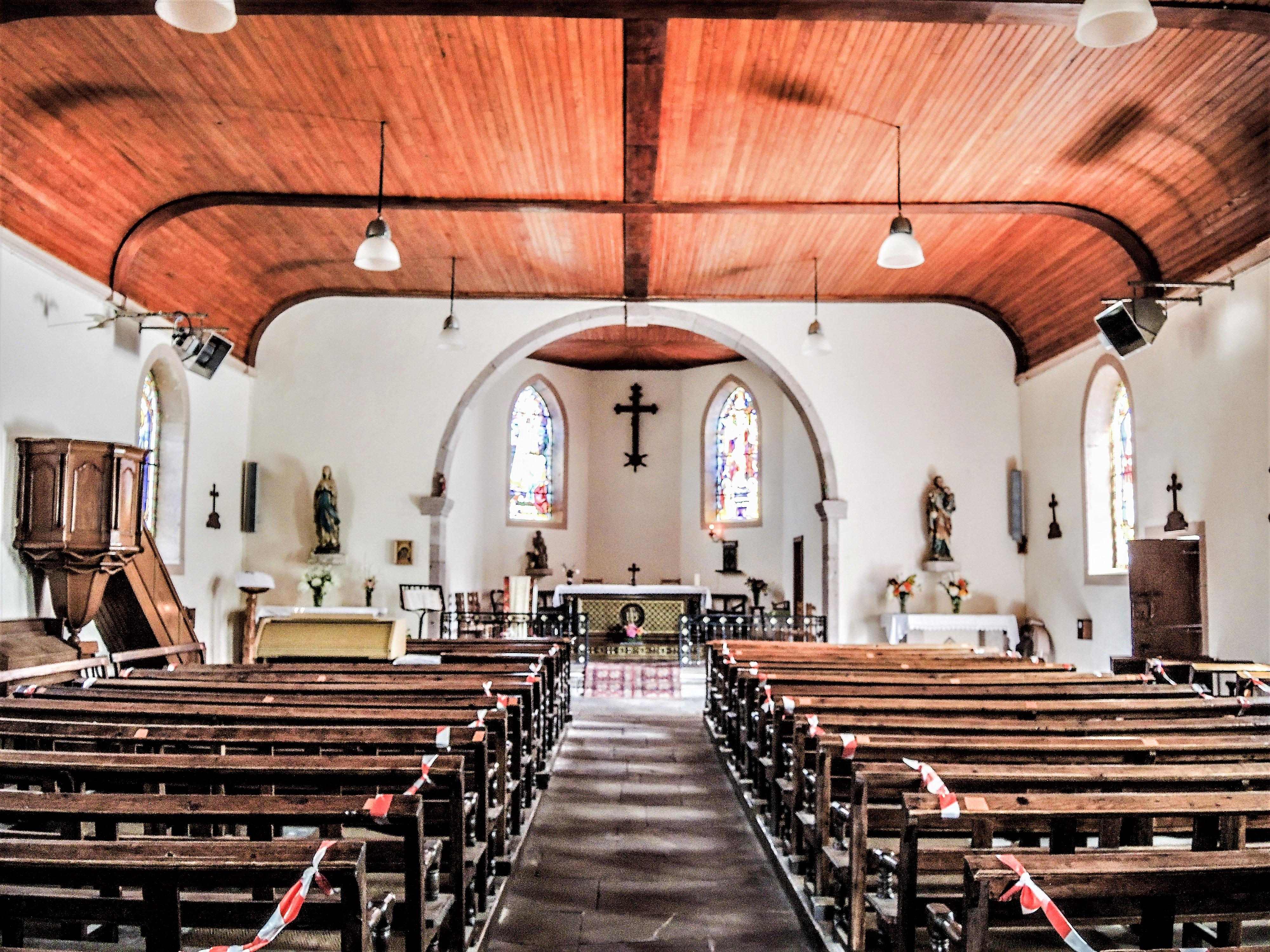
Nef de l'église.
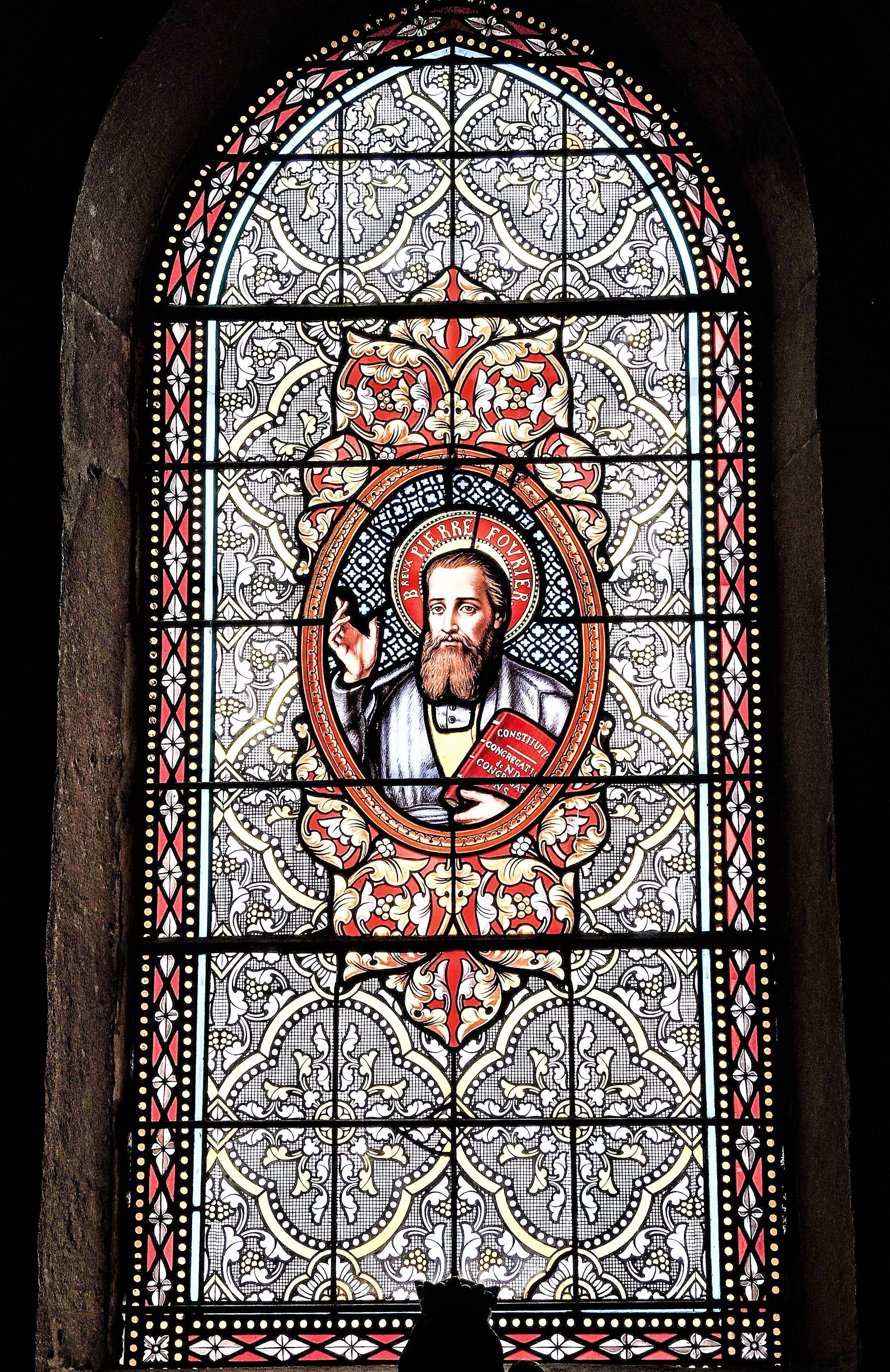
Vitrail de Saint-Pierre-Fourier.

- L’église du Haut-du-Tôt, construite en 1832[42],[43],[44].
- Monuments commémoratifs. Conflits commémorés : Guerres 1914-1918 - 1939-1945 - AFN-Algérie (1954-1962)[45].
- Panorama de la Tête de la Neuve-Roche (970 m)[46].
- Roche des Ducs (855 m)[47].
- Grotte du Trou-de-Beheu (700 m)[48].
- Saut du Bouchot à la limite avec Gerbamont.
- Patrimoine architectural recensé par le service régional de l'Inventaire général du patrimoine culturel :

La Grange Benoît (842 m).
Fermes,.
Les scieries hydrauliques à cadre.

### Personnalités liées à la commune
- Joël Couchouron, photographe (1951-2022)[53],[54],[55].
- Alex Kovaleff, photographe, inventeur de la solarisation couleur, est né en 1927 à Sapois. C'est en 1956 qu'il décide d'explorer sa passion pour la photographie[56],[57]. Il meurt en 2018[58].

### Héraldique, logotype et devise
- Armorial des communes des Vosges[59],[60],[61].

## Pour approfondir